# Lipothymus panchoi
Lipothymus panchoi is een vliesvleugelig insect uit de familie Pteromalidae. De wetenschappelijke naam is voor het eerst geldig gepubliceerd in 1974 door Wiebes.